# Nekrolog 1943
Nekrolog
◄◄
| ◄
| 1939
| 1940
| 1941
| 1942
| 1943 | 1944 | 1945 | 1946 | 1947 | ► | ►►
1. Quartal |
2. Quartal |
3. Quartal |
4. Quartal 
Weitere Ereignisse | Allgemeiner Nekrolog 1943
Die Beschreibung der verstorbenen Person sollte so kurz wie möglich gehalten sein und nur deren signifikante Tätigkeit(en) enthalten.
Neue Namen ggf. auch unter dem Geburts- und Sterbedatum, also etwa unter 1. Januar und im Geburts- und Sterbejahr (2024) eintragen (nur bei entsprechender großer Wichtigkeit). Für Beispiele siehe die schon vorhandenen Artikel.
Außerdem über die fünf zuletzt Verstorbenen, zu denen es einen ausreichend guten Artikel für eine Präsentation auf der Hauptseite gibt, nach der todesbedingten Überarbeitung der Artikel ggf. auch unter Wikipedia Diskussion:Hauptseite informieren und sie am besten auch in den anderen Wikipedia-Sprachversionen eintragen. Tipp: Regelmäßig bei news.google.de nach „ist tot“, „gestorben“ oder „verstorben“ suchen.
Wenn eine Person gestorben ist, gibt es viele Seiten zu dieser Person in der Wikipedia, die davon auch betroffen sind und entsprechend aktualisiert werden müssen. Beispiele: Namenübersichtsseite, Geburtsjahr, Geburtsort-Seiten und viele mehr.
Wie finde ich die betroffenen Seiten?
Im Suchfeld auf der linken Seite gibt man den Suchbegriff so ein: „Vorname Nachname“. Dann klickt man auf Volltext und alle Seiten mit entsprechendem Suchtext werden aufgerufen. Hier sieht man dann schnell, wo auch das Todesjahr Sinn macht oder sogar ein Teil des Artikels angepasst werden muss. Auch hilft das „Werkzeug“ auf der linken Seite sehr gut, um solche Seiten aufzufinden: „Links auf diese Seite“. Somit ist die Wikipedia wieder aktuell in allen Bereichen! Hinweis: bei Eintragung der Kategorie „Gestorben JAHR“ wird der Missbrauchsfilter 49 ausgelöst, was jedoch nicht schlimm ist. Siehe: Spezial:Missbrauchsfilter/49
Dies ist eine Liste von im Jahr 1943 verstorbenen bekannten Persönlichkeiten. Die Einträge erfolgen innerhalb der einzelnen Daten alphabetisch sortiert. Tiere sind im Nekrolog für Tiere zu finden.
Die Liste ist nach Quartalen aufgeteilt:
- Nekrolog 1. Quartal 1943: Januar, Februar und März
- Nekrolog 2. Quartal 1943: April, Mai und Juni
- Nekrolog 3. Quartal 1943: Juli, August und September
- Nekrolog 4. Quartal 1943: Oktober, November und Dezember

## Datum unbekannt
| Tag | Name                              | Beruf, bekannt als | Alter | Beleg |
| --- | --------------------------------- | --- | ----- | ----- |
|     | Sergio Ala                        | italienischer Komponist, Sänger und Pianist                                                                                 |       |       |
|     | Wissarion Grigorjewitsch Alexejew | russischer Mathematiker |       |       |
|     | Dick Allman                       | englischer Fußballspieler                                                                                                   |       |       |
|     | Wilhelm Alter junior              | deutscher Psychiater |       |       |
|     | Bruno Altmann                     | deutscher Schriftsteller jüdischer Herkunft                                                                                 |       |       |
|     | Zygmunt Andrychiewicz             | polnischer Maler |       |       |
|     | Alfred Angermayer                 | österreichischer Schriftsteller                                                                                             |       |       |
|     | Isakas Anolikas                   | litauischer Radrennfahrer, ermordet vom NS-Regime                                                                           |       |       |
|     | Helene Aronheim                   | deutsche Wohltäterin jüdischen Glaubens                                                                                     |       |       |
|     | Hayri Arsebük                     | türkischer Basketballspieler                                                                                                |       |       |
|     | Emir Emin Arslan                  | osmanischer Politiker, Botschafter, Schriftsteller und Verleger                                                             |       |       |
|     | Abdülhakim Arvâsi                 | sunnitischer islamischer Rechtsgelehrter                                                                                    |       |       |
|     | Hermann Aust                      | deutscher Industrieller |       |       |
|     | Wincenty Baranek                  | polnischer Landwirt |       |       |
|     | Giovanni Barbieri                 | italienischer Pianist, Komponist und Musikpädagoge                                                                          | ≈84   |       |
|     | Jean Bartet                       | französischer Opernsänger (Bariton)                                                                                         |       |       |
|     | Adolf Bassermann                  | deutscher Theaterschauspieler, Opernsänger (Tenor) und Stummfilmschauspieler                                                |       |       |
|     | Adalbert Baumann                  | bayrischer Lehrer und Politiker                                                                                             |       |       |
|     | Adam Baworowski                   | österreichisch-polnischer Tennisspieler                                                                                     |       |       |
|     | Bernhard Bendix                   | deutscher Kinderarzt |       |       |
|     | Emil Benezé                       | deutscher Gymnasiallehrer                                                                                                   |       |       |
|     | Arthur Bergen                     | österreichischer Schauspieler und Filmregisseur                                                                             |       |       |
|     | Otto Bernstein                    | deutscher Theaterschauspieler                                                                                               |       |       |
|     | Lidia Berroeta                    | chilenische Bildhauerin |       |       |
|     | Max Bertuch                       | deutscher Komponist, Bühnenautor, Librettist und Dirigent                                                                   |       |       |
|     | Eugen Blersch                     | deutscher Radballspieler |       |       |
|     | Gustav Boese                      | deutscher Kunstmaler |       |       |
|     | Paul Boucherot                    | französischer Ingenieur |       |       |
|     | Benjamin Bourdon                  | französischer Psychologe |       |       |
|     | Sylvain Brébart                   | belgischer Fußballspieler                                                                                                   |       |       |
|     | Clemens Breitenbach               | deutscher Komponist und Pädagoge                                                                                            |       |       |
|     | Jean-Louis Brémond                | französischer Landschaftsmaler                                                                                              |       |       |
|     | Olga Campbell                     | britische Krankenschwester                                                                                                  |       |       |
|     | Vito Cascio Ferro                 | Mafioso |       |       |
|     | Germaine Cernay                   | französische Opernsängerin (Mezzosopran)                                                                                    |       |       |
|     | Chris Christenson                 | US-amerikanischer Eiskunstläufer                                                                                            |       |       |
|     | Madeleine Colani                  | französische Archäologin |       |       |
|     | Pedro Cosio                       | uruguayischer Politiker, Diplomat und Volkswirt                                                                             |       |       |
|     | Terka Csillag                     | ungarische Schauspielerin                                                                                                   |       |       |
|     | Yusif Vəzir Çəmənzəminli          | aserbaidschanischer Schriftsteller und Staatsmann                                                                           |       |       |
|     | Jacques Damourette                | französischer Romanist und Grammatiker                                                                                      |       |       |
|     | Félix-Alexandre Desruelles        | französischer Bildhauer |       |       |
|     | Friedrich Dreyse                  | deutscher Bankkaufmann und Vizepräsident der Reichsbank                                                                     |       |       |
|     | Charles Dubois                    | Schweizer Neurologe |       |       |
|     | Vladimir Dyck                     | ukrainischer Komponist und Musikpädagoge                                                                                    |       |       |
|     | Hermann Ehlgoetz                  | deutscher Architekt, Stadtplaner, kommunaler Baubeamter und Hochschullehrer                                                 |       |       |
|     | Paul Ehrlich                      | deutscher Architekt, Opfer des Holocaust                                                                                    |       |       |
|     | Adele Elkan                       | deutsche Schriftstellerin                                                                                                   |       |       |
|     | Erno Erb                          | polnischer Maler jüdischer Abstammung                                                                                       |       |       |
|     | Robert Eustace                    | britischer Arzt und Autor von Kriminalromanen                                                                               |       |       |
|     | Kurt Exner                        | deutscher Provinzialrömischer Archäologe                                                                                    |       |       |
|     | Ernst Fabisch                     | deutscher Widerstandskämpfer gegen den Nationalsozialismus                                                                  |       |       |
|     | Paul Faulstich                    | deutscher Fotograf |       |       |
|     | Carl Fink                         | deutscher Zeitungsverleger sowie Journalist                                                                                 |       |       |
|     | Jakob Fischer                     | deutscher Landwirt |       |       |
|     | Ludwig Freyseng                   | deutscher Verwaltungsjurist                                                                                                 |       |       |
|     | Oscar Friese                      | deutscher Politiker (DVP) und Abgeordneter der deutschen Minderheit im Sejm in Polen                                        |       |       |
|     | Erich Frischwasser                | österreichisches Opfer der Shoa                                                                                             |       |       |
|     | Mathilde Frischwasser             | österreichisches Opfer der Shoa                                                                                             |       |       |
|     | Wilhelm Fritzel                   | deutscher Landschaftsmaler der Düsseldorfer Malerschule                                                                     |       |       |
|     | Heinrich Fulda                    | deutscher sozialdemokratischer Politiker                                                                                    |       |       |
|     | Amedeo Gennarelli                 | italienischer Bildhauer |       |       |
|     | Leo Gingold                       | polnisch-deutscher Kaufmann                                                                                                 |       |       |
|     | Sim Gokkes                        | niederländischer Komponist                                                                                                  |       |       |
|     | Artur Gold                        | polnischer Jazzmusiker |       |       |
|     | Herbert Goldschmidt               | deutscher Kommunalpolitiker in Magdeburg                                                                                    |       |       |
|     | Moses Goldschmidt                 | jüdischer Arzt und Autor in der NS-Zeit                                                                                     |       |       |
|     | Ludwig Goldstein                  | deutscher Kunsthistoriker und Journalist                                                                                    |       |       |
|     | Leopold Gombocz                   | österreichisch-ungarischer Imker                                                                                            |       |       |
|     | Enrique González Tuñón            | argentinischer Schriftsteller                                                                                               |       |       |
|     | Paul de Graffenried               | Schweizer Fechter |       |       |
|     | Otto von Groote                   | deutscher Landschaftsmaler, Jagdmaler, Tiermaler, Stilllebenmaler und Interieurmaler sowie Radierer der Düsseldorfer Schule |       |       |
|     | Carl Hamdorf                      | deutscher Turnfunktionär |       |       |
|     | Karl Heckmann                     | deutscher Heimatforscher |       |       |
|     | George Mallory Hendee             | US-amerikanischer Radrennfahrer und Unternehmer                                                                             |       |       |
|     | Franz Hienl-Merre                 | deutscher Landschaftsmaler                                                                                                  |       |       |
|     | Heinrich Hirsch                   | deutscher Numismatiker und Münzhändler                                                                                      |       |       |
|     | Rudolf Hirschberg                 | deutscher Schriftsteller |       |       |
|     | Alice Hohermann                   | polnische Malerin jüdischer Abstammung                                                                                      |       |       |
|     | Max Horner                        | sudetendeutscher Philologe und Schriftsteller                                                                               |       |       |
|     | Oleksandr Hruschewskyj            | ukrainischer Historiker, Literaturhistoriker und Literaturkritiker, Ethnograph, Journalist und Politiker                    |       |       |
|     | Hans Wilhelm Hupp                 | deutscher Kunsthistoriker, Autor und Kurator                                                                                |       |       |
|     | Farid Sagidullowitsch Jarullin    | tatarischer Komponist | ≈29   |       |
|     | Konstantin Lukitsch Jefremow      | sowjetischer Hauptmann des Militär-Nachrichtendienstes GRU                                                                  |       |       |
|     | Zabel Jesajan                     | armenische Schriftstellerin und Völkermordüberlebende                                                                       |       |       |
|     | Carl Edvard Johansson             | schwedischer Erfinder und Unternehmer                                                                                       |       |       |
|     | Johann de Jonge                   | deutscher Architekt |       |       |
|     | Martin Joseph                     | deutscher Rabbiner |       |       |
|     | Peter Julius Junge                | deutscher Althistoriker |       |       |
|     | Ottla Kafka                       | jüngste Schwester von Franz Kafka, Opfer des Holocaust                                                                      |       |       |
|     | Meier Kahn                        | deutscher Jurist |       |       |
|     | Roman Kantor                      | polnischer Fechter |       |       |
|     | Siegfried Keßler                  | deutscher Pädagoge |       |       |
|     | Stefan Kiedrzyński                | polnischer Schriftsteller, Dramatiker und Drehbuchautor                                                                     |       |       |
|     | Emil Klein                        | US-amerikanisch-deutscher Historienmaler und Illustrator                                                                    |       |       |
|     | Rudolf Klingsbögl                 | österreichischer Genre- und Porträtmaler                                                                                    |       |       |
|     | Jelena Klokatschowa               | russische Malerin |       |       |
|     | Gustav Kolb                       | deutscher Kunsterzieher |       |       |
|     | Fritz Kopatschek                  | österreichischer Hochschullehrer, Professor für Chemie an der argentinischen Universidad Nacional de La Plata               |       |       |
|     | Jelisaweta Kowalskaja             | russische bzw. sowjetische Anarchistin                                                                                      |       |       |
|     | Szaja Kozłowski                   | polnischer Studienkomponist und Schachspieler                                                                               |       |       |
|     | Jean Krämer                       | deutscher Architekt |       |       |
|     | Konrad Kreßmann                   | deutscher Unternehmer |       |       |
|     | Johann Langmayr                   | österreichischer Leichtathlet                                                                                               |       |       |
|     | Rutka Laskier                     | polnisches jüdisches Mädchen, Tagebuchschreiberin                                                                           |       |       |
|     | Pierre-Georges Latécoère          | französischer Luftfahrtpionier und Unternehmer                                                                              |       |       |
|     | Théophile Lemaire                 | französischer Briefmarkenhändler und Philatelist                                                                            |       |       |
|     | Julo Levin                        | deutscher Maler des Expressionismus                                                                                         |       |       |
|     | Samuel Lipszyc                    | polnischer Bildhauer |       |       |
|     | Georg Loesti                      | deutscher Architekt, Fotograf und Illustrator                                                                               |       |       |
|     | Lü Bicheng                        | chinesische Autorin und Frauenrechtlerin                                                                                    |       |       |
|     | Otto Maaß                         | deutscher Lehrer und Literaturwissenschaftler                                                                               |       |       |
|     | James William Ronald Macleay      | britischer Botschafter |       |       |
|     | Alexander Malchow                 | deutscher Dachpappenfabrikant und Politiker                                                                                 |       |       |
|     | Iwan Martschenko                  | ukrainischer KZ-Aufseher |       |       |
|     | Walter Mertens                    | Schweizer Landschaftsarchitekt                                                                                              |       |       |
|     | Fanny Meyer                       | deutsche Puppenspielerin |       |       |
|     | Karl Moravek                      | nationalsozialistischer Rassentheoretiker                                                                                   |       |       |
|     | Salvatore Musella                 | italienischer Komponist |       |       |
|     | Richard Anthony Muttkowski        | US-amerikanischer Entomologe                                                                                                |       |       |
|     | Arthur Samuel Newman              | englischer Ingenieur im Bereich der Fotografie                                                                              |       |       |
|     | Tom Newman                        | englischer Billiards- und Snookerspieler                                                                                    |       |       |
|     | Nguyễn An Ninh                    | vietnamesischer Journalist                                                                                                  |       |       |
|     | Cecil Crawford O’Gorman           | mexikanischer Künstler irischer Herkunft                                                                                    |       |       |
|     | Vishnupant Pagnis                 | indischer Schauspieler und Sänger                                                                                           |       |       |
|     | Cecil William Chase Parr          | britischer Kolonialgouverneur in Britisch-Nordborneo                                                                        |       |       |
|     | Edward Smith Parsons              | US-amerikanischer Hochschullehrer                                                                                           |       |       |
|     | Ioannis Persakis                  | griechischer Leichtathlet                                                                                                   |       |       |
|     | Karl Peschke                      | deutscher Politiker (NSDAP), MdR                                                                                            |       |       |
|     | Julius Philippson                 | deutscher Lehrer |       |       |
|     | Georges Picard                    | französischer Maler, Dekorateur und Illustrator                                                                             |       |       |
|     | Yvonne Picard                     | französische Philosophin und Widerstandskämpferin                                                                           |       |       |
|     | Arwed von der Planitz             | sächsischer Offizier aus dem Adelsgeschlecht derer von der Planitz                                                          |       |       |
|     | Johannes Poppitz                  | deutscher Staatsrechtler |       |       |
|     | Mojżesz Presburger                | polnischer Mathematiker, Logiker und Philosoph                                                                              |       |       |
|     | Yvanhoé Rambosson                 | französischer Dichter und Kunstkritiker                                                                                     |       |       |
|     | Erich von Reden                   | deutscher Verwaltungsbeamter und -richter                                                                                   |       |       |
|     | Willi Reinfrank                   | deutscher Gewichtheber |       |       |
|     | Siegfried Reiter                  | österreichischer Klassischer Philologe                                                                                      |       |       |
|     | Johanna Richter                   | deutsche Opernsängerin und Gesangslehrerin                                                                                  |       |       |
|     | Otto Richter                      | deutscher Bildhauer |       |       |
|     | Walter Rieß                       | deutscher Opernsänger (Bass)                                                                                                |       |       |
|     | Ali Rida ar-Rikabi                | jordanischer und syrischer Politiker                                                                                        |       |       |
|     | Zue Robertson                     | US-amerikanischer Jazzmusiker                                                                                               |       |       |
|     | Francisco Rodríguez Marín         | spanischer Dichter, Romanist, Hispanist, Ethnologe und Lexikograf                                                           |       |       |
|     | Maurice Romberg                   | belgisch-französischer Genremaler und Illustrator der Düsseldorfer Schule                                                   |       |       |
|     | Hans Rosenhagen                   | deutscher Kunsthistoriker                                                                                                   |       |       |
|     | Georg Rothgießer                  | deutscher Ingenieur, Verleger, Grundstücksmakler und vielseitiger jüdischer Technikpionier                                  |       |       |
|     | Menelaos Sakorafos                | griechischer Säbelfechter und Ruderer                                                                                       |       |       |
|     | Jenny Schaffer-Bernstein          | österreichische Theaterschauspielerin                                                                                       |       |       |
|     | Hugo Scheinert                    | deutscher Maler und Grafiker                                                                                                |       |       |
|     | Ignacy Schiper                    | polnischer Historiker, Mitglied des Sejm                                                                                    |       |       |
|     | Gustav Schmelcher                 | deutscher Turner des TSV 1860 München                                                                                       |       |       |
|     | Carl Schmitz-Pleis                | deutscher Maler |       |       |
|     | Richard Schnetter                 | deutscher Politiker (SPD, USPD, KPD), MdL Preußen                                                                           |       |       |
|     | Max Schoeller                     | deutscher Zuckerfabrikant und Ethnologe                                                                                     |       |       |
|     | Frederick Franklin Schrader       | deutschamerikanischer Autor und Herausgeber                                                                                 |       |       |
|     | Arthur Schulz                     | deutscher Bildhauer |       |       |
|     | Michael-Philipp Seißer            | deutscher Textilunternehmer                                                                                                 |       |       |
|     | Abduqodir Shakuriy                | Vertreter des zentralasiatischen Dschadidismus                                                                              |       |       |
|     | Horst Siewert                     | deutscher Tierfotograf, Dokumentarfilmer, Wildbiologe und Forstmann                                                         |       |       |
|     | Siprianu                          | Liurai von Atsabe (1912–1943)                                                                                               |       |       |
|     | Julius Söhn                       | deutscher Fotograf |       |       |
|     | Fritz Spira                       | österreichischer Schauspieler                                                                                               |       |       |
|     | Karl Stackmann                    | deutscher Verwaltungsjurist und Abgeordneter in Preußen                                                                     |       |       |
|     | Karl Stadel                       | deutscher Turner |       |       |
|     | Mykola Stasjuk                    | ukrainischer Politiker |       |       |
|     | Alois Steinecker                  | deutscher Bauunternehmer |       |       |
|     | Martin Sternagel                  | deutscher Maler und Grafiker                                                                                                |       |       |
|     | Lidija Georgijewna Swjagina       | ukrainisch-russische Kontra-Altistin und Gesangspädagogin                                                                   |       |       |
|     | Władysław Szlengel                | polnischer Dichter, Satiriker und Schauspieler                                                                              |       |       |
|     | Ilja Szrajbman                    | polnischer Schwimmer |       |       |
|     | Tamaki Suekazu                    | japanischer Maler |       |       |
|     | Paul Tavernier                    | französischer Maler |       |       |
|     | Gerhard von Tevenar               | deutscher Jurist und Politikwissenschaftler                                                                                 |       |       |
|     | Ashraf Ali Thanwi                 | islamischer Gelehrter |       |       |
|     | Ede Tóth                          | ungarischer Tennisspieler                                                                                                   |       |       |
|     | Froylán Turcios                   | honduranischer Politiker und Schriftsteller                                                                                 |       |       |
|     | Ludwig Valenta                    | österreichischer Genremaler                                                                                                 |       |       |
|     | Misha Veksler                     | litauischer Komponist, Pianist und Dirigent                                                                                 |       |       |
|     | Jean Verschneider                 | französischer Bildhauer |       |       |
|     | Alfred Vidoudez                   | Schweizer Geigenbauer |       |       |
|     | Mirko Virius                      | jugoslawischer Künstler |       |       |
|     | Artur Wachsberger                 | Architekt und Kunsthistoriker                                                                                               |       |       |
|     | Ruth Waghalter                    | deutsche Musikerin, Opfer des Faschismus                                                                                    | ≈29   |       |
|     | Gottlob Walz                      | deutscher Wasserspringer |       |       |
|     | Heinz Warnken                     | deutscher Fußballspieler |       |       |
|     | Mia Werber                        | österreichische Sängerin (Sopran) an deutschen Operettenbühnen und ein Opfer des Holocausts                                 |       |       |
|     | Georg Wieder                      | deutscher Polizeioffizier                                                                                                   |       |       |
|     | Hans Willich                      | deutscher Architekturhistoriker                                                                                             |       |       |
|     | Josef Willmann                    | Schweizer Unternehmer, Kunstsammler und Mäzen                                                                               |       |       |
|     | Ernst Winter                      | deutscher Olympiasieger und Weltmeister im Gerätturnen                                                                      |       |       |
|     | Franz Zauner                      | deutscher Kunsthistoriker und Schriftsteller                                                                                |       |       |
|     | Ernst Zimmermann                  | deutscher Geologe |       |       |
|     | Theodor Zlocisti                  | deutsch-israelischer Arzt und Zionist                                                                                       |       |       |
|     | Jan Zybert                        | polnischer Radrennfahrer |       |       |